# Chiloé fatemplomai
Chiloé templomai egyedülálló példái a dél-amerikai egyházi faépítészetnek. A jezsuita missziók által a 17. és 18. században megkezdett és a ferencesek által a 19. században folytatott és gazdagított építészeti hagyomány napjainkig tovább él. A templomok megtestesítik Chiloé szigetvilágának megfoghatatlan gazdagságát, tanúsítják a bennszülött és az európai kultúra szerencsés összeolvadását. Épületeik teljes egységet alkotnak a tájjal, a környezetükkel és a közösség lelki értékeivel.
| Település | Templom     | Építésének ideje        |
| --------- | ----------- | ----------------------- |
| Quinchao  | Achao       | 18. század közepe       |
| Quinchao  | Quinchaomid | 18. század közepe       |
| Castro    | Castro      | 1910                    |
| Castro    | Chelín      | 19. század vége         |
| Castro    | Rilán       | 19. század második fele |
| Castro    | Nercón      | 19. század vége         |
| Puqueldón | Aldachildo  | 19. század eleje        |
| Puqueldón | Ichuac      | 19. század eleje        |
| Puqueldón | Detif       | 19. század eleje        |
| Chonchi   | Vilupulli   | 19. század vége         |
| Chonchi   | Chonchi     | 19. század vége         |
| Dalcahue  | Tenaún      | 19. század eleje        |
| Dalcahue  | Colo        | 19. század vége         |
| Dalcahue  | San Juan    | 19. század eleje        |
| Dalcahue  | Dalcahue    | 19. század vége         |
| Quinchao  | Caguach     | 1925                    |